# Godfall
Godfall — це рольова відеогра, розроблена Counterplay Games і видана Gearbox Publishing 12 листопада 2020 року на Microsoft Windows і PlayStation 5. 10 серпня 2021 року гра також була випущена для PlayStation 4. Доповнена версія, що містить увесь доступний для завантаження вміст, випущений на той час, була видана 7 квітня 2022 року для Windows, PlayStation 4, PlayStation 5, Xbox One і Xbox Series X/S, і отримала назву Godfall: Ultimate Edition.

## Ігровий процес
Дія гри розгортається у світі високого фентезі, розділеному на плани Землі, Води, Повітря, де гравці беруть на себе роль одного з останніх лицарів-вигнанців, щоб запобігти загибелі їхнього світу. Гравцям доступно 5 класів зброї на вибір, виходячи з того, який зі своїх наборів броні, «Валорських пластин» (Valorplates), вони екіпірують. Ці класи зброї включають в себе довгі мечі, подвійні мечі, древкову зброю, бойові молоти та дворучні мечі. Бої зосереджені на використанні різних прийомів із цією зброєю з можливістю блокувати ворожі удари, відбивати їх або ухилятися. Також, за наявності щита, ним можна не тільки прикриватися, а й кинути у ворога. Атаки можуть бути швидкими, але слабкими, чи сильними, але повільними. Лицарі не можуть стрибати.
Лицарі мають характеристики: сила, живучість і дух. Сила визначає ушкодження, завдавані зброєю. Живучість визначає запас здоров'я. А дух — швидкість перезарядки спеціальних умінь. Коли лицар набирає достатньо очок досвіду за виконання завдань і знищення ворогів, його рівень розвитку підвищується. З кожним рівнем отримуються очки розвитку умінь і надається дозвіл носити краще спорядження. Кожне уміння може кількаразово вдосконалюватися. Лицарі мають особливу здатність «Лють архонта» (Archon Fury), яку можна задіяти, коли заповнюється спеціальна шкала. Ефект «Люті архонта» залежить від типу екіпірованої броні.
Гра підтримує участь одного гравця в звичайному режимі та до трьох гравців у кооперативному режимі. Гра описана як «лутер-слешер», заснований на концепції лутер-шутерів із виконанням місій і отриманням кращої здобичі для подальших квестів, у центрі бою проте — атаки ближнього бою.

## Сюжет

### Світ гри
Події розгортаються у світі під назвою Апейрон, який існує впродовж циклів розділення та об'єднання. Він виник з тіла дракона Космери, сни якого породили 12 богів архонтів. Поява архонтів спричинила голод Космери, дракон з'їв сам себе, внаслідок чого лишився Апейрон і магічна енергія, відома як етерій. Архонти стали впорядковувати світ, але відгомін голоду Космери також породив крейвенів — жахливих стихійних звірів, спраглих до етерію. Для протистояння крейвенами архонти створили народ валоріанів і дали їм чарівні обладунки. Валоріани перемогли крейвенів і вигнали їх за межі Апейрона. З часом архонти перейняли риси валоріанів і дехто з них через честолюбство вирішили створити нові народи. В Апейроні почалися війни, в ході яких валоріани поступово перемогли архонтів, позбавили їх фізичних втілень і вигнали зі світу.
Валоріани створили техномагічну цивілізацію та досягнули миру по всьому Апейрону. Проте герой війни з богами, Макрос, бажав одноосібно правити світом, бо вважав, що без нагляду валоріани з часом знищать одні одних. Його брат Орін вирішив завадити Макросу і між ними почалася тисячолітня війна.

### Дія
Гра зображає боротьбу за владу між двома братами-претендентами на престол валоріанської цивілізації: Оріном і Макросом. Проголосивши себе єдиним законним правителем, Макрос збудував Небобійний моноліт (Skybreaker Monolith) і розділив світ на плани стихій для видобутку етерію. За допомогою етерію він прагнув стати новим богом. Оріну вдалося проникнути в Небобійний моноліт, але злий брат переміг і скинув Оріна з висоти в воду.
Орін виживає та обіцяє, що боротьба не закінчена. Впродовж сюжету він прямує до Небобійного моноліта для вирішального поєдинку. Для цього він проходить плани Землі, Води та Повітря, де перемагає солдатів і лейтенантів Макроса. Замора панує над планом Землі, Лунара керує планом Води, а в плані повітря правлять Ґрівз і Ґілден. Перемагаючи їх, герой забирає Первісну квінтесенцію (Primal Quintessences), що дає вдосконалення, необхідні для фінального бою. Здолавши лейтенантів, Орін входить у план Снокаменів (Dreamstones), де може відточити свою майстерність.
Під кінець Орін зустрічає Сьоме святилище, сутність, яка дає поради щодо перемоги над Макросом. У фінальному двобої Орін знищує фізичне втілення брата перед троном. Сьоме святилище жертвує свою силу, щоб з'єднати плани стихій воєдино. Потім виявляється, що Сьоме святилище переродилося в новій формі.

## Доповнення
Fire & Darkness — платне доповнення, видане 10 серпня 2021 року одночасно з безкоштовним оновленням Lightbringer. Воно надає нові локації, ворогів, квести та скіни, доступні ближче до фіналу гри. В ньому присутній план Вогню та Вежа випробувань. У Вежі випробувань пропонується обрати завдання, за виконання яких призначена винагорода, залежно від складності.
Події доповнення відбуваються після перемоги над Макросом. Несподівано відкривається портал у план Вогню, звідки нападає демон. Орін вирушає туди і зустрічає Мойракса, котрий подорожує Апейроном, збираючи компоненти для здійснення таємничого задуму. Мойракс відбирає в Сьомого святилища його силу, тож Орін вирушає її повернути. Він з'ясовує, що Мойракс — це насправді три демони. Оріну вдається перемогти їх і повернути силу Сьомому святилищу. Воно ділиться своїм планом використати Небобійний моноліт, щоб відрізати темряві доступ до Апейрону. Орін відповідає на це, що вони вдвох поборють темряву.

## Розробка
Гру розробила Counterplay Games, студія з 75 осіб у Каліфорнії з кількома розробниками, які працювали над іншими лутер-шутерами, такими як Destiny 2, їх попередньою грою була Duelyst. Counterplay співпрацювала з Kowloon Nights, щоб отримати фінансування для розроблення Godfall до вересня 2018 року як AAA-тайтлу, і уникнути деяких труднощів, які вони мали з фінансуванням Duelyst через кампанію на Kickstarter.
Світ гри був натхненний такими іграми, як The Stormlight Archive, The First Law і «Фундацією» Айзека Азімова, тоді як ігровий процес із серії Monster Hunter надихнув на різноманітність зброї та комбо-механік.

## Маркетинг і реліз
Перший трейлер гри був представлений у грудні 2019 року на The Game Awards, де було визначено, що це перша гра, підтверджена для випуску на PlayStation 5, яка має вийти 12 листопада 2020 року. Гра була розроблена на рушієві Unreal Engine 4.
На своїй пресконференції E3 2021 Gearbox оголосила, що Godfall вийде на PlayStation 4 10 серпня 2021 року. Вона з'явиться разом із доповненням під назвою «Вогонь і темрява».

## Сприйняття
За даними агрегатора оглядів Metacritic, Godfall отримала «змішані або середні» відгуки з середньою оцінкою 61/100.
Згідно з GamesRadar+, гра має цікаві бої, проте місії повторювані і немає ні повноцінного мультиплеєру, ні широких засобів взаємодії між гравцями. Зазначалася перенасиченість гри спецефектами, що відображається на частоті кадрів.
Destructoid писали, що гра приваблює своїми боями, де є збалансовані атаки. Проте акцент на лутер-складовій і незручний інтерфейс у купі з відсутністю мультиплеєру роблять Godfall нішевим продуктом. «Шкода, що на PS5 це має коштувати 70 доларів (на ПК — 59,99 доларів), і її потрібно прив'язувати до системи, яка постійно працює в режимі онлайн».
Forbes відгукнулися, що хоча гра може розважати і в ній є цікаві прийоми, ціна на неї завищена. Godfall складається з повторів місій і підбору екіпіровки на шляху до фінального боса, тому її кульмінація стає просто нецікавою.

## Продажі
За перший тиждень продажів в Японії було продано 5342 фізичні копії Godfall, що зробило гру 21-м бестселером тижня в роздрібній торгівлі в країні.